# Dallara F188
A Dallara F188 egy Formula–1-es versenyautó, melyet a BMS Scuderia Italia csapat versenyeztetett az 1988-as Formula–1 világbajnokság során. Egyetlen pilótája Alex Caffi volt.

## Áttekintés
A csapatfőnök Giuseppe Lucchini a Dallarát kérte fel, hogy tervezze meg számukra az autójukat. A cég által tervezett kasztniba a Ford-Cosworth DFZ erőforrások kerültek. Legfőbb jellegzetessége a nagy tengelytáv volt, a legnagyobb az az évben nevezett csapatok között.
Az újonc csapat egyetlen versenyzővel nevezett, ő pedig Alex Caffi volt. Miután a versenyautó nem készült el időben, a legelső, brazil nagydíjra a 3087-es kódnevű versenyautóval neveztek, ez azonban lényegében egy Formula–3000-es kasztni volt átalakítva. Imolában debütált az F188-as, ahol Caffi sikeresen kvalifikált, de a futamon sajnos kiesett. Relatíve jól teljesített, mindössze Kanadában nem tudta vele megugrani a prekvalifikációt. Pontot ugyan nem szerzett, de Portugáliában ez majdnem sikerült egy hetedik hellyel, a magyar nagydíjat pedig a tizedik rajthelyről indulva kezdhette meg. A csapatot nem rangsorolták a konstruktőri bajnokságban (ahol Dallara néven voltak jelen), de mindenképpen ígéretes kezdés volt.

## Eredmények
| Év   | Csapat              | Motor             | Gumik | Pilóták    | 1   | 2   | 3   | 4   | 5   | 6   | 7   | 8   | 9   | 10  | 11  | 12  | 13  | 14  | 15  | 16  | Pontok | Helyezés |
| ---- | ------------------- | ----------------- | ----- | ---------- | --- | --- | --- | --- | --- | --- | --- | --- | --- | --- | --- | --- | --- | --- | --- | --- | ------ | -------- |
| 1988 | BMS Scuderia Italia | Ford-Cosworth DFZ | G     |            | BRA | SMR | MON | MEX | CAN | DET | FRA | GBR | GER | HUN | BEL | ITA | POR | ESP | JPN | AUS | 0      | -        |
| 1988 | BMS Scuderia Italia | Ford-Cosworth DFZ | G     | Alex Caffi |     | KI  | KI  | KI  | NPK | 8   | 12  | 11  | 15  | KI  | 8   | KI  | 7   | 10  | KI  | KI  | 0      | -        |

† - nem fejezte be a futamot, de rangsorolták, mert teljesítette a versenytáv 90 százalékát